# Roșia Montană
Roșia Montană (pronunciat en romanès: [ˈRoʃi.a monˈtanə], "roșia de les muntanyes"; llatí: Alburnus Maior; hongarès: Verespatak, [ˈVɛrɛʃpɒtɒk]; alemany: Goldbach, Rotseifen) és un comú del comtat d'Alba a les muntanyes Apuseni, a l'oest de Transsilvània (Romania).
Es troba a la Valea Roșiei, per on discorre el petit riu Roșia Montană. La comuna es compon de setze pobles: Bălmoșești, Blidești, Bunta, Cărpiniș (Abrudkerpenyes), Coasta Henții, Corna (Szarvaspatak), Curături, Dăroaia, Gârda-Bărbulești, Gura Roșiei (Verespataktorka), Iacobești, Ignățești, Roșia Mont Țarina i Vârtop (Vartop).
Els recursos minerals de la zona s'han explotat des de l'època romana o abans. La mina d'or gestionada per l'estat va tancar a finals del 2006 abans de l'adhesió de Romania a la UE. Gabriel Resources de Canada té previst obrir-hi una nova mina, cosa que ha causat controvèrsia, d'una banda, per l'estat de conservació de la mina romana i pels temors a repetir la contaminació per cianur a Baia Mare i, de l'altra, sobre els beneficis que la mineria aportaria a aquesta part pobra i subdesenvolupada del país.
La campanya contra la mineria a Roșia Montană va ser una de les campanyes més importants sobre una causa no política dels darrers 20 anys a Romania. Una gran quantitat d'organitzacions es van manifestar en contra del projecte, des de Greenpeace fins a l'Acadèmia Romanesa. Després d'una sèrie de protestes a tot el país la tardor de 2013, la Cambra de Diputats va acabar rebutjant el projecte el 3 de juny de 2014. A més, Roșia Montană ha estat classificada com a lloc històric d'importància nacional per una ordre del Ministeri de Cultura emesa el 30 de desembre de 2015. Així, l'activitat industrial està prohibida a la zona.

## Història

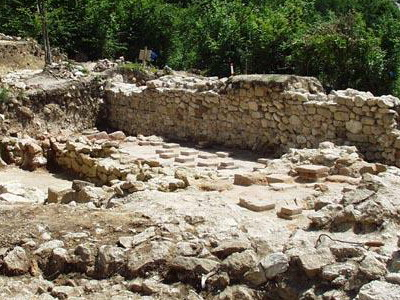
Ruïnes d'Alburnus Maior a Roșia Montana

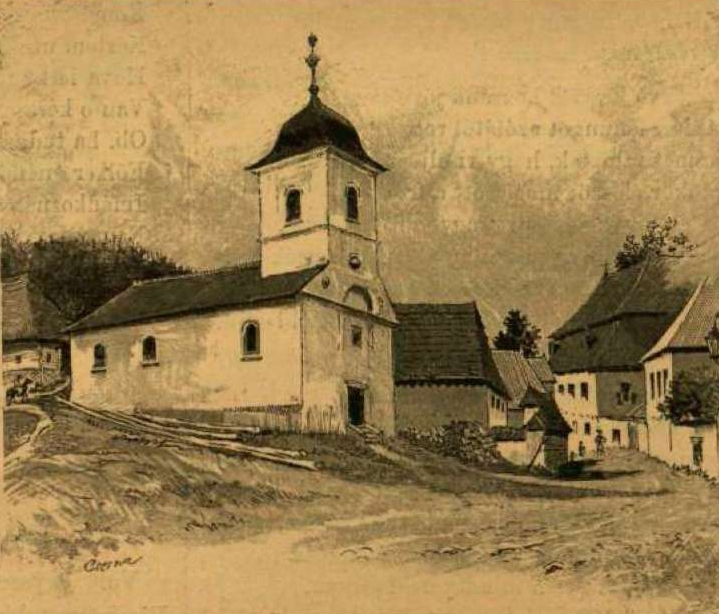
Roșia Montană el 1890

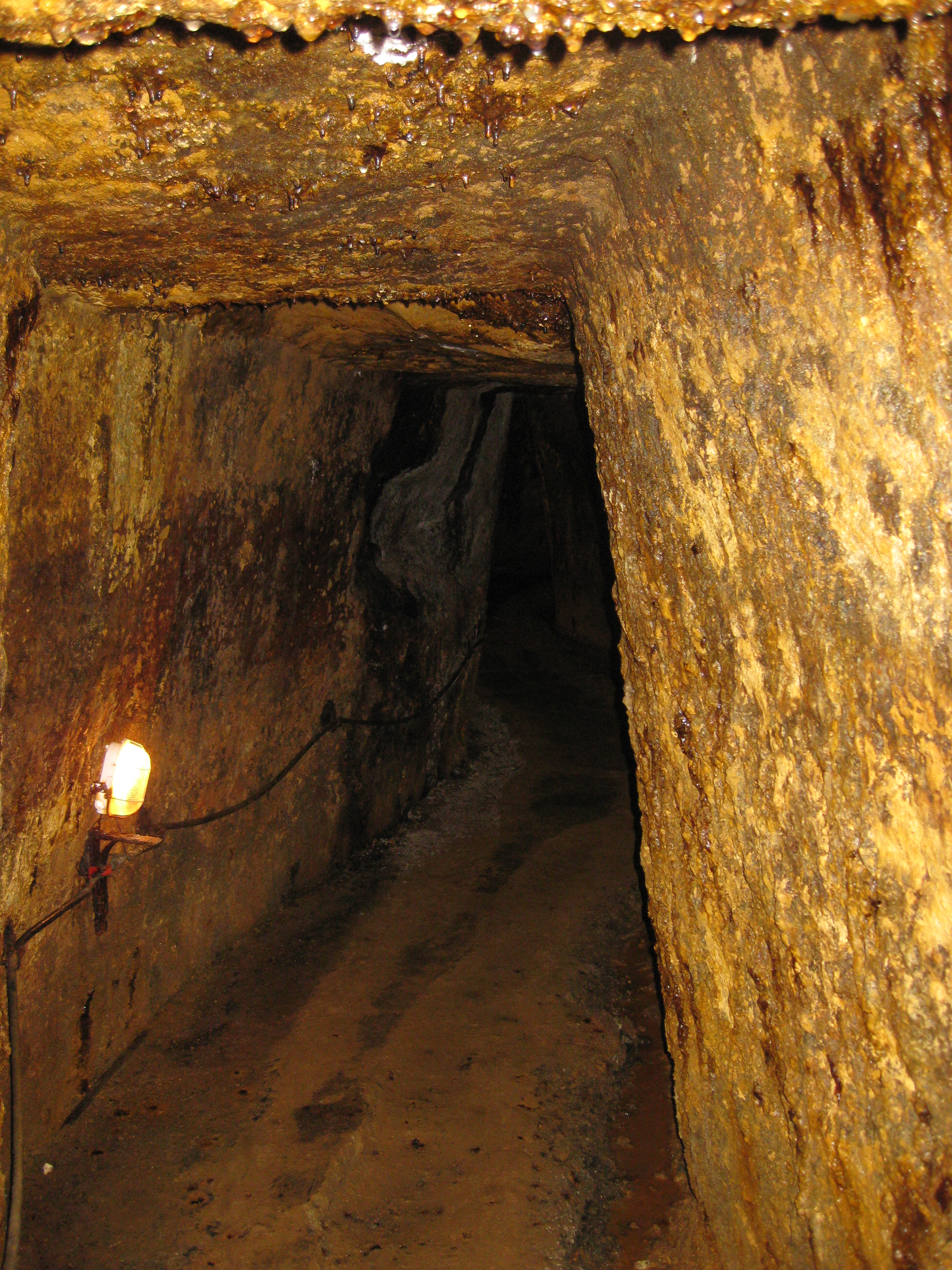
Roșia Montana té una de les xarxes més extenses de mines d'or romanes.

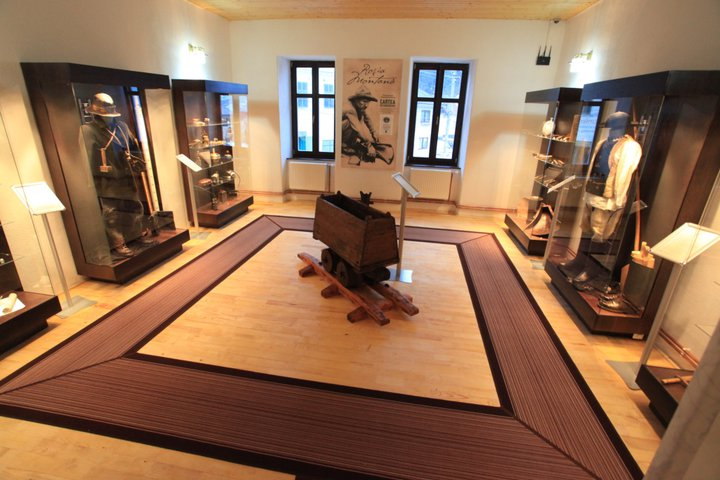
Museu de la Mineria d'Or

Hi ha evidències arqueològiques i metal·lúrgiques de la mineria d'or al "Quadrilateral Daurat" de Transsilvània des de finals de l'edat de pedra. Alburnus Maior va ser fundada pels romans durant el govern de Trajà com a ciutat minera, amb colons il·liris de Dalmàcia del Sud. La primera referència a la ciutat es troba en una tauleta de cera datada el 6 de febrer de 131. Els arqueòlegs han descobert a la ciutat antigues cases, necròpolis, galeries de mines, eines de mineria, 25 tauletes de cera i moltes inscripcions en grec i llatí, centrades al voltant del turó Carpeni. Els romans van deixar Dàcia el 271.
Sembla que la mineria va començar de nou a l'Edat Mitjana els migrants alemanys (saxons transsilvans) amb tècniques similars a les romanes. Això va continuar fins a les devastadores guerres de mitjan segle XVI.
La mineria es va expandir molt sota l'Imperi austríac amb l'ànim de les autoritats imperials. Carles VI va finançar la construcció d'estanys („tăuri”) el 1733. Després de la ruptura de l'imperi el 1918, la majoria de les venes restants es van extreure mitjançant concessions de durada determinada concedides als ciutadans locals.
El 1948 les mines van ser preses per l'estat romanès, amb la mineria subterrània tradicional a petita escala que va continuar fins a finals dels anys seixanta. L'atenció es va centrar llavors en l'or de grau inferior disseminat a través de la roca que envolta les venes. El 1975 es va construir un pou a cel obert a Cetate per a la mineria a granel. Aquesta mina estava operada per Rosiamin, una filial de l'empresa estatal Regia Autonomă a Cuprului din Deva (RAC), i proporcionava 775 llocs de treball, representaven la major part de l'ocupació de la regió. El mineral es va concentrar a la flotació a Gura Roșiei i després es va extreure mitjançant lixiviació de cianur a Baia de Arieş. Aquesta mina necessitava subvencions de 3 milions de dòlars / any el 2004 i es va tancar el 2006 abans que Romania ingressés a la Unió Europea.

## Projecte de mineria

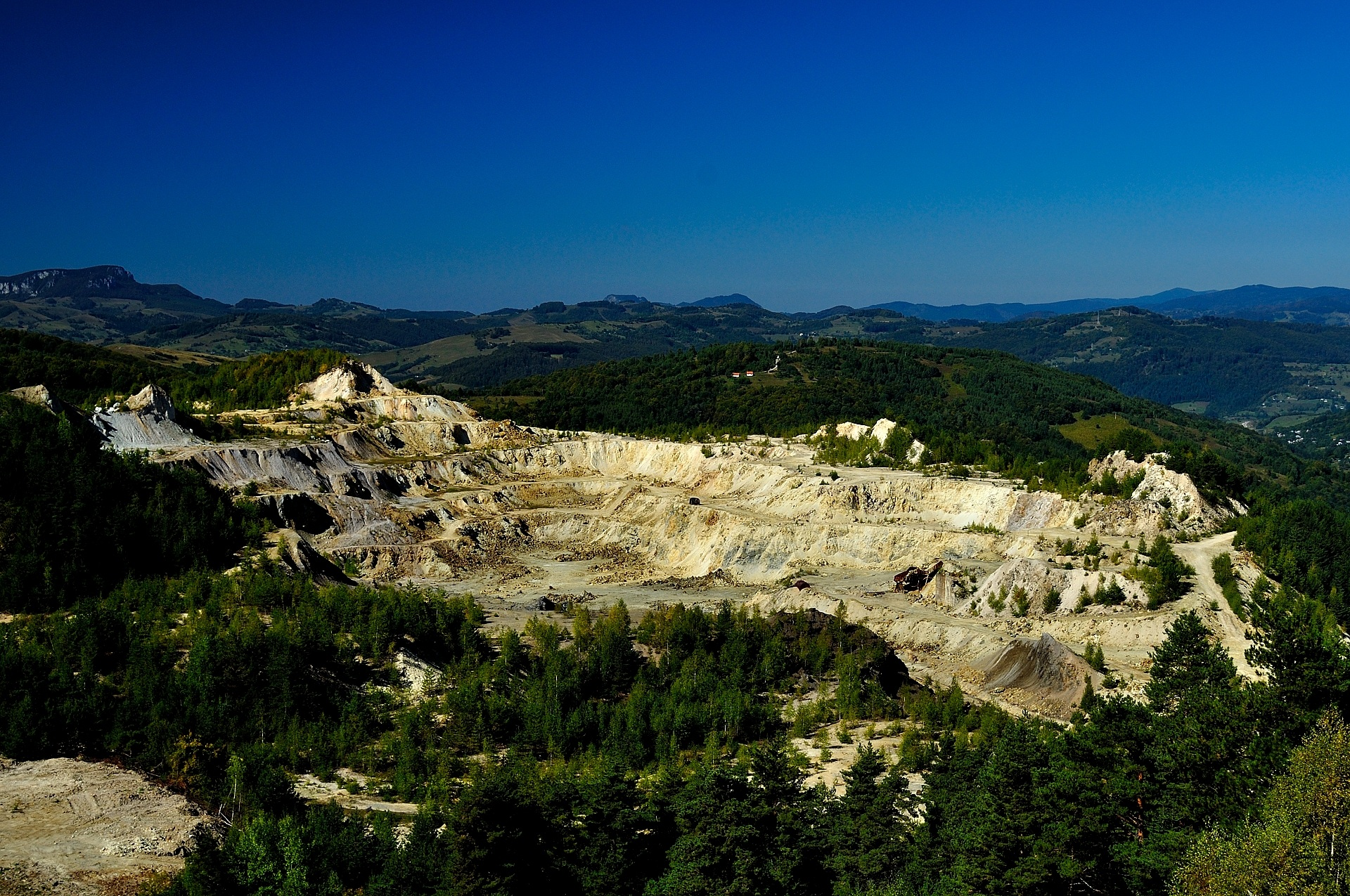
Mina d'or a cel obert Cetate (1971-2006) a prop de Roșia Montană

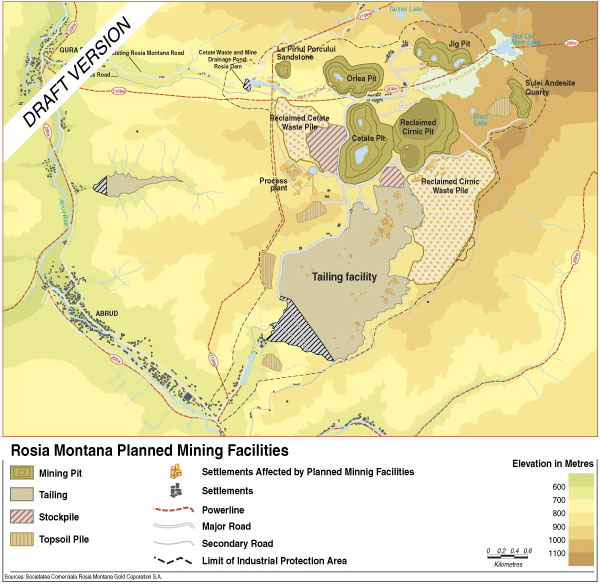
Roșia Montana va planejar instal·lacions mineres

Els orígens del projecte es troben en un acord de 1995 signat per RAC Deva amb el controvertit empresari romanès-australià Frank Timiș sobre el processament dels relaves a Roșia Montana. Diversos anys després, la llicència minera per a una superfície de 23.8823 km2 (9.2210 sq mi) al voltant de Roșia Montană es va transferir a la Roșia Montană Gold Corporation (RMGC) de Minvest Deva SA (successora de RAC Deva).
Dins del projecte, Roșia Montană Gold Corporation (RMGC) té previst produir 225 tones d'or i 819 tones de plata al llarg de 17 anys i suposaria desenterrar una àmplia superfície, amb la creació de quatre fosses mineres que abastessin 205 ha (510 acres), els dos primers als antics jaciments miners de Cirnic i Cetate, seguits de fosses a Jig i Orlea a la fase II. S'emmagatzemarien fins a 250 milions de tones lligades amb cianur en unes 363363 ha (900 acres) a l'estany de la vall de Corna darrere d'una presa de 185 m d'altura.
La corporació no va poder obtenir l'autorització completa per al projecte. Les autoritats estatals van atorgar permisos que després van ser anul·lats pels tribunals després de les apel·lacions de grups ecologistes. El procediment d'avaluació d'impacte ambiental es va iniciar el 2004, però encara es va donar una aprovació final.
L'empresa va començar a comprar cases a la ciutat, però uns 100 residents es van negar a vendre i, amb el suport d'ambientals, arquitectes, arqueòlegs i advocats, han estat lluitant contra la corporació i l'estat davant dels tribunals. Les principals preocupacions dels opositors estan relacionades amb els perills mediambientals de la lixiviació d'or amb cianur (com Romania va ser testimoni del vessament de cianur de Baia Mare l'any 2000), així com la destrucció dels antics jaciments romans de Roșia Montana.
La resistència als plans de RMGC va seguir un informe de l'Acadèmia Romanesa sobre el projecte publicat l'abril del 2003, que recomanava suspendre tota la mineria de cianur a Roșia Montana. En els anys següents, l'Església ortodoxa romanesa, l'església catòlica romanesa i l'església unitària romanesa han mostrat la seva oposició al projecte. Les grans ONG com Greenpeace i organitzacions polítiques com la Federació Europea de Partits Verds també s'hi oposen.
L'agost de 2005, el govern canadenc va anunciar que donava suport al projecte de Gabriel Resources; l'octubre de 2005, Miklós Persányi, el ministre hongarès de Medi Ambient, va anunciar que el govern hongarès s'oposava fermament al projecte. Les esglésies històriques hongareses estan especialment preocupades per l'amenaça per als monuments i esglésies que formen part del patrimoni cultural hongarès comú.
El 2013, el govern de Victor Ponta va anunciar que enviarà a través del parlament una nova llei que permetria evitar les normatives mediambientals i patrimonials que impedien iniciar el projecte. Això va conduir a les protestes romaneses del 2013 contra el Projecte Roșia Montană a les principals ciutats del país.
Al novembre de 2013, el senat va rebutjar un projecte de llei que hauria obert el camí perquè el projecte miner tirés endavant. Anteriorment, una comissió especial parlamentària va concloure que la redacció del projecte de llei era inadequada i va recomanar que s'introduís una nova llei per a la implementació de projectes miners a gran escala a tota Romania. Enmig de l'especulació que el rebuig del projecte de llei podria significar la fi del projecte miner, Gabriel ha dit que és "un primer pas per definir la següent fase del desenvolupament de Roșia Montană".

## Festival FânFest

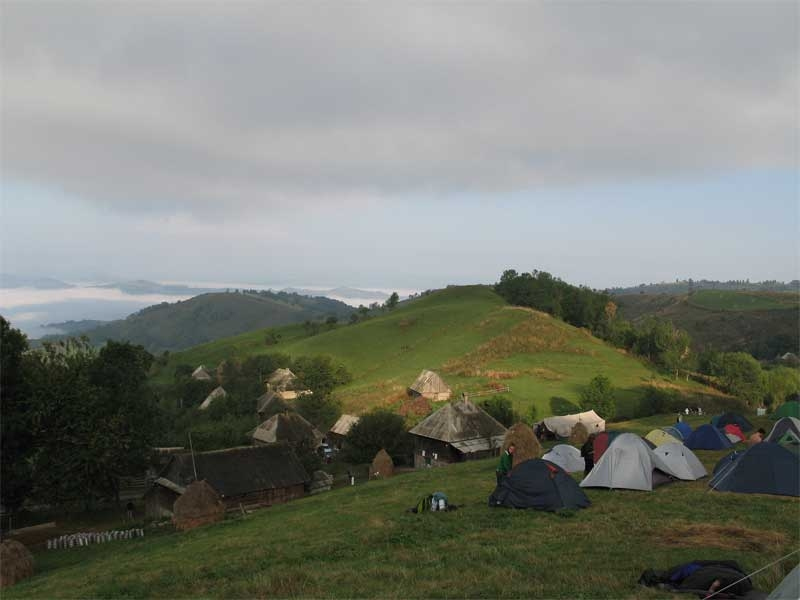
Tendes de turistes al costat de cases locals de Roșia Montană durant el FânFest el 2007

A Roșia Montana, cada any des del 2004, a l'agost, diverses ONG han organitzat un festival de música gratuït en ajuda de la campanya Save Roșia Montană. "FânFest" (Fân significa "fenc" en romanès) ha comptat amb nombroses grans bandes i cantants romaneses, com ara Ada Milea, Luna Amară, Shukar Collective, Timpuri Noi, Sarmalele Reci i de la República de Moldàvia Zdob și Zdub. Tots els artistes actuen pro bono en ajuda de la campanya i per celebrar la diversitat artística i el multiculturalisme.
L'esdeveniment FânFest de tres dies té una àmplia gamma d'activitats culturals, ambientals, musicals i a l'aire lliure, a més d'oferir la possibilitat de participar en diversos tallers. L'escenari principal compta amb grups que interpreten rock, jazz, folk, reggae i músiques del món. El FânFest del 2006 va veure un segon, "Activitat alternativa", carpa que acollia representacions de teatre i dansa, projeccions de vídeo i altres activitats culturals, ambientals i socials.
Unes 10.000 persones van assistir a l'esdeveniment del 2005 i 15.000 el 2006.